# Cmentarz parafialny św. Antoniego Padewskiego w Poznaniu
Cmentarz parafialny św. Antoniego Padewskiego – cmentarz parafii św. Antoniego Padewskiego, zlokalizowany w Poznaniu, na Starołęce, przy ul. św. Antoniego.

## Historia
Ziemię na cele grzebalne przekazał miejscowej parafii jeden z bamberskich mieszkańców Starołęki (Antoni Kaiser lub Schneider) w 1913. Były to 4 ha ziemi oraz droga wewnętrzna, prowadzącą na cmentarz od strony ul. św. Antoniego. Władze wojskowe zezwoliły na pochówki dopiero 24 maja 1919. Pierwszy pogrzeb odbył się jednak dopiero w kwietniu 1920, po urządzeniu i otwarciu nekropolii, która rozłożyła się pomiędzy strumieniem Starynką, na zamknięciu drogi wiodącej od ul. św. Antoniego. Pierwszym pochowanym był Wojciech Klatkiewicz, zmarły 11 kwietnia 1920 (rak żołądka). W centrum założenia cmentarnego znajduje się bunkier z 1914, który początkowo przeznaczony miał zostać na kostnicę. Kaplica cmentarna powstała z wykorzystaniem tego bunkra w 1945 (posiada na wyposażeniu marmurową, neogotycką kropielnicę na zdwojonej kolumnie, a także polichromię autorstwa pochodzącego ze Starołęki Stanisława Mrowińskiego). Cmentarz zamknięto dla pochówków w 1947, a ponownie otwarto, po powiększeniu w 1999. Przez teren cmentarza przepływa ciek Starynka.

## Pomniki i nagrobki
Przy kaplicy stoi pomnik z 1935 upamiętniający powstanie wielkopolskie w formie obelisku (wzniesiony z inicjatywy Towarzystwa Powstańców i Wojaków). Jedna z tablic ma następującą treść: Ku Wieczystej Chwale Powstańcom Wielkopolskim którzy zmarli i zginęli w Obozach Hitlerowskich. Druga tablica upamiętnia Stanisława Kończala i Stanisława Zajączkowskiego, którzy zginęli w starciu pod Grójcem Małym 15 lutego 1919. Oprócz tego, wśród grobów, zlokalizowany jest pomnik (mastaba) ku czci pięciu radzieckich żołnierzy i oficerów, którzy polegli w tym rejonie w 1945.
Do najcenniejszych nagrobków należą dwa monumentalne tryptyki: bamberskiej rodziny Muthów oraz Cichorzewskich, jak również groby:
- Franciszka Richtera (zm. 1934),
- Józefy Kortylewiczowej (zm. 1939) z ozdobnym krzyżem,
- Kazimierza Pietrowskiego (zm. 1951) z motywem kartusza herbowego,
- Marii z Mariuzalskich Smoguleckiej (zm. 1929) z ceramicznym tondem,
- Lucyny Nowak (zm. 1945) z formą złamanego drzewa,
- Zofii Chełmińskiej (zm. 1930)z uskokowym zwieńczeniem i oktogonalnym medalionem,
- Stasia Sobolewskiego (zm. 1923), najstarszy zachowany na cmentarzu[2].

## Zieleń
Na cmentarzu rosną m.in. klony pospolite, lipy drobnolistne, a także pojedyncze okazy jesionów wyniosłych i świerków pospolitych.

## Galeria

Pomnik powstańców
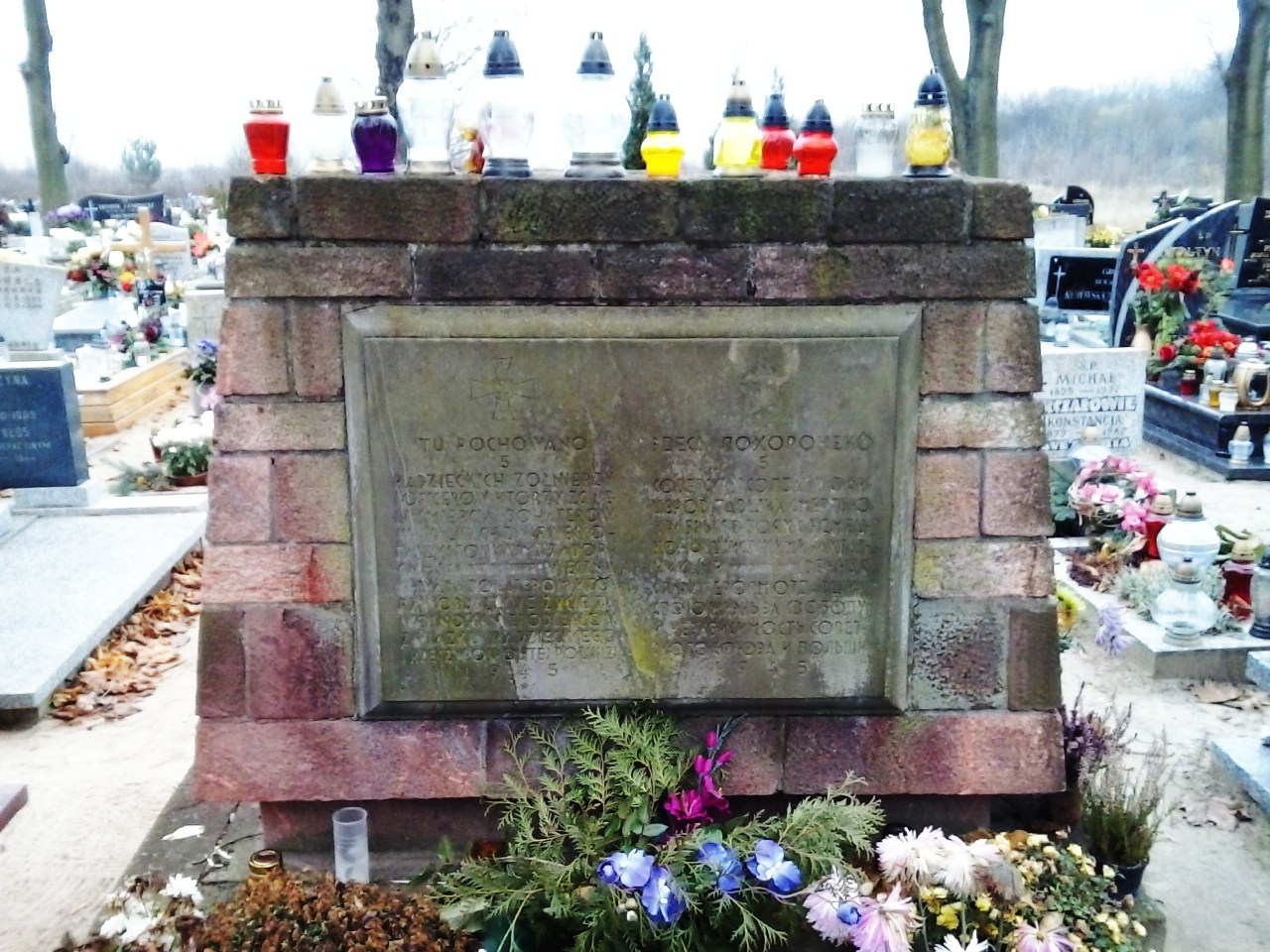
Pomnik sowiecki
Katakumby (bunkier)